# Bernardina Cristiana di Sassonia-Weimar
Bernardina Cristiana Sofia di Sassonia-Weimar-Eisenach (Weimar, 5 maggio 1724 – Rudolstadt, 5 giugno 1757) è stata una nobile tedesca.

## Biografia
Era figlia di Ernesto Augusto I di Sassonia-Weimar, Elettore della Sassonia-Weimar-Eisenach dal 1728 al 1748. Ella fu una delle due figlie (l'altra era Ernestina Albertina) a raggiungere l'età adulta che Ernesto Augusto ebbe dalla prima moglie Eleonora Guglielmina di Anhalt-Köthen, che morì quando Bernardina aveva appena due anni. Suo padre, per assicurarsi un erede maschio, si risposò nel 1734 con Sofia Carlotta di Brandeburgo-Bayreuth, da cui nacque l'erede Ernesto Augusto e un'altra figlia, Ernestina Augusta.
La politica matrimoniale di Ernesto Augusto fu diretta a far sposare le sue figlie a principi tedeschi, per rinsaldare alleanze con i principati confinanti. Per Bernardina scelse Giovanni Federico di Schwarzburg-Rudolstadt, che aveva ereditato alla morte del padre avvenuta due mesi prima del matrimonio, il Schwarzburg-Rudolstadt, Hohnstein, Blankenburg, Leutenberg, Ebeleben, Sondershausen e altri possedimenti. Il matrimonio venne celebrato il 19 novembre 1744 a Eisenach.
Bernardina riuscì a dare alla luce sei figli:
- Federica Sofia Augusta di Schwarzburg-Rudolstadt (Rudolstadt, 17 agosto 1745-Rudolstadt, 26 gennaio 1778), sposò il cugino Federico Carlo di Schwarzburg-Rudolstadt;
- Un bambino (1746)
- Un bambino (1747)
- Sofia Ernestina (Rudolstadt, 5 giugno 1749-Rudolstadt, 21 ottobre 1754);
- Guglielmina (Rudolstadt, 22 gennaio 1751-Saarbrücken, 17 luglio 1780), sposò Luigi di Nassau-Saarbrücken;
- Enrichetta Carlotta (Rudolstadt, 29 maggio 1752-Rudolstadt, 30 aprile 1756).

## Ascendenza
|                                         |                            |                                                                 | Genitori                         |  |  | Nonni |  |  | Bisnonni                               |  |  | Trisnonni                    |  |
|                                         |                            |                                                                 |                                  |  |  |       |  |  | Giovanni Ernesto II di Sassonia-Weimar |  |  | Guglielmo di Sassonia-Weimar |  |
|                                         |                            |                                                                 |                                  |  |  |       |  |  | Giovanni Ernesto II di Sassonia-Weimar |  |  | Guglielmo di Sassonia-Weimar |  |
|                                         |                            | Eleonora Dorotea di Anhalt-Dessau                               |                                  |  |  |       |  |  | Giovanni Ernesto II di Sassonia-Weimar |  |  |                              |  |
| Giovanni Ernesto III di Sassonia-Weimar |                            |                                                                 |                                  |  |  |       |  |  | Giovanni Ernesto II di Sassonia-Weimar |  |  |                              |  |
|                                         |                            | Cristina Elisabetta di Schleswig-Holstein-Sonderburg-Franzhagen | …                                |  |  |       |  |  |                                        |  |  |                              |  |
|                                         |                            | Cristina Elisabetta di Schleswig-Holstein-Sonderburg-Franzhagen | …                                |  |  |       |  |  |                                        |  |  |                              |  |
|                                         |                            | Cristina Elisabetta di Schleswig-Holstein-Sonderburg-Franzhagen | …                                |  |  |       |  |  |                                        |  |  |                              |  |
| Ernesto Augusto I di Sassonia-Weimar    |                            | Cristina Elisabetta di Schleswig-Holstein-Sonderburg-Franzhagen |                                  |  |  |       |  |  |                                        |  |  |                              |  |
|                                         |                            | Giovanni VI di Anhalt-Zerbst                                    | Rodolfo di Anhalt-Zerbst         |  |  |       |  |  |                                        |  |  |                              |  |
|                                         |                            | Giovanni VI di Anhalt-Zerbst                                    | Rodolfo di Anhalt-Zerbst         |  |  |       |  |  |                                        |  |  |                              |  |
|                                         |                            | Giovanni VI di Anhalt-Zerbst                                    | Maddalena di Oldenburg           |  |  |       |  |  |                                        |  |  |                              |  |
| Sofia Augusta di Anhalt-Zerbst          |                            | Giovanni VI di Anhalt-Zerbst                                    |                                  |  |  |       |  |  |                                        |  |  |                              |  |
|                                         |                            | Sofia Augusta di Holstein-Gottorp                               | Federico III di Holstein-Gottorp |  |  |       |  |  |                                        |  |  |                              |  |
|                                         |                            | Sofia Augusta di Holstein-Gottorp                               | Federico III di Holstein-Gottorp |  |  |       |  |  |                                        |  |  |                              |  |
|                                         |                            | Sofia Augusta di Holstein-Gottorp                               | Maria Elisabetta di Sassonia     |  |  |       |  |  |                                        |  |  |                              |  |
| Bernardina Cristiana di Sassonia-Weimar |                            | Sofia Augusta di Holstein-Gottorp                               |                                  |  |  |       |  |  |                                        |  |  |                              |  |
|                                         | Emmanuele di Anhalt-Köthen | Augusto di Anhalt-Köthen                                        |                                  |  |  |       |  |  |                                        |  |  |                              |  |
|                                         | Emmanuele di Anhalt-Köthen | Augusto di Anhalt-Köthen                                        |                                  |  |  |       |  |  |                                        |  |  |                              |  |
|                                         | Emmanuele di Anhalt-Köthen | Sibilla di Solms-Laubach                                        |                                  |  |  |       |  |  |                                        |  |  |                              |  |
| Emmanuele Lebrecht di Anhalt-Köthen     | Emmanuele di Anhalt-Köthen |                                                                 |                                  |  |  |       |  |  |                                        |  |  |                              |  |
|                                         |                            | Anna Eleonora di Stolberg-Wernigerode                           | …                                |  |  |       |  |  |                                        |  |  |                              |  |
|                                         |                            | Anna Eleonora di Stolberg-Wernigerode                           | …                                |  |  |       |  |  |                                        |  |  |                              |  |
|                                         |                            | Anna Eleonora di Stolberg-Wernigerode                           | …                                |  |  |       |  |  |                                        |  |  |                              |  |
| Eleonora Guglielmina di Anhalt-Köthen   |                            | Anna Eleonora di Stolberg-Wernigerode                           |                                  |  |  |       |  |  |                                        |  |  |                              |  |
|                                         |                            | Balthasar Wilhelm von Rath                                      | …                                |  |  |       |  |  |                                        |  |  |                              |  |
|                                         |                            | Balthasar Wilhelm von Rath                                      | …                                |  |  |       |  |  |                                        |  |  |                              |  |
|                                         |                            | Balthasar Wilhelm von Rath                                      | …                                |  |  |       |  |  |                                        |  |  |                              |  |
| Gisella Agnese von Rath                 |                            | Balthasar Wilhelm von Rath                                      |                                  |  |  |       |  |  |                                        |  |  |                              |  |
|                                         |                            | Maddalena Dorothea von Wuthenau                                 | …                                |  |  |       |  |  |                                        |  |  |                              |  |
|                                         |                            | Maddalena Dorothea von Wuthenau                                 | …                                |  |  |       |  |  |                                        |  |  |                              |  |
|                                         |                            | Maddalena Dorothea von Wuthenau                                 | …                                |  |  |       |  |  |                                        |  |  |                              |  |
|                                         |                            | Maddalena Dorothea von Wuthenau                                 |                                  |  |  |       |  |  |                                        |  |  |                              |  |